# 伊库-图尔索

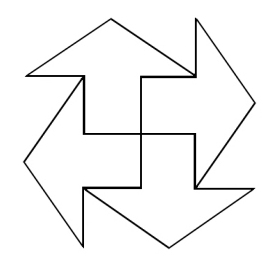
“图尔萨斯之心”的标志

伊库-图尔索（芬蘭語：Iku-Turso）是芬兰神话中的水世界里的统治者或水怪，有时也作为原始生物及疾病恶魔。前缀“伊库”（Iku-）芬兰语中的意思是“永恒”，意指自世界诞生起就存在，并存活直至永远。在其他芬兰神话人物和生物中有时也使用该前缀，例如伊库-蒂耶拉的名字中。

## 别名
下列为伊库-图尔索的其他别名：
- Turso：图尔索
- Tursas：图尔萨斯
- Turisas：图里萨斯
- Iku Turilas：伊库图里拉斯
- Meritursas：梅里图尔萨斯（意即：海里的图尔萨斯）

图尔萨斯（Tursas）这个名字显然是来自古日耳曼的单词的借词，意为“怪物”或“巨人”。自1700年代起它作为水巨人出现在波罗的芬兰人的神话中。在卡勒瓦拉诗体的咒语中图里萨斯跟神秘的大橡树（世界树）一起出现。在神话史诗中万奈摩宁或者他的同伴用“千头的图尔萨斯”刨出三宝磨的底盘。在一些故事当中，图尔萨斯跟基督教的利维坦及斯堪的纳维亚的耶夢加得联系起来。有时也使用“图尔萨斯”这个词来称呼海象。现今的研究表明，图尔索或图尔萨斯的名字跟斯堪的纳维亚神话中的索尔（Thor）或提爾（Tyr）等神的名字无关。

## 卡勒瓦拉中的图尔萨斯
在《卡勒瓦拉》中，婁希在失去三宝磨后为了报复指使图尔索去杀光卡勒瓦的人民。伊库-图尔索从英雄们的船舷边上冒出可怕的头来掀起波涛。万奈摩宁抓住伊库-图尔索的耳朵，伊库-图尔索只好救命求饶，并保证以后不在从海中冒出来伤害人类。万奈摩宁放过了伊库-图尔索，伊库-图尔索也一直遵守了其保证。

## 备注
在孙用的中文《卡勒瓦拉》译本（1985年）里对应的译名分别为伊古-杜尔索、杜尔索、杜尔萨斯。

## 延展阅读
- 怪物大全 ISBN 978-986-6712-13-5 pp.109-115